# Unione Sportiva Dilettantistica Virtus Francavilla Calcio 2015-2016
Questa voce raccoglie le informazioni riguardanti l'Unione Sportiva Dilettantistica Virtus Francavilla Calcio nelle competizioni ufficiali della stagione 2015-2016.

## Stagione
in questa stagione la Virtus Francavilla vinse il girone H di Serie D e venne promossa in Lega Pro per la prima volta nella sua storia.

## Divise e sponsor
Lo sponsor tecnico per la stagione 2015-2016 è Joma, mentre lo sponsor ufficiale è Nuovarredo.
| Casa | Trasferta |

## Organigramma societario
Di seguito sono riportati i membri dello staff della Virtus Francavilla.
Area direttiva
- Presidente onorario: Antonio Magrì
- Presidente (legale rappresentante): Lino Gemma
- Vice Presidente: Giuseppe D'Ambrosio
- Direttore Generale: Antonio Donatiello

Area organizzativa
- Segretario Tesoriere: Giuseppe Sardiello
- Responsabile Logistica e Materiali: Emanuele Andriulo
- Responsabile Settore Giovanile: Mimmo Ligorio

Area comunicazione
- Responsabile Ufficio Stampa: Fabiano Iaia

Area tecnica
- Direttore Sportivo: Domenico Pellegrini
- Allenatore Nicola Antonio Calabro
- Allenatore in seconda: Piero Calabrese
- Preparatore atletico: Paolo Traficante
- Preparatore dei portieri: Fabrizio Carafa
- Collaboratore tecnico: Enzo Cannoletta
- Custode: Tonino Birtolo
- Magazziniere: Tonino Pinto
- Collaboratore: Mauro De Tommaso
- Team manager Prima Squadra: Alberto Fontanarosa

Area sanitaria
- Medico sociale: Dino Furioso
- Fisioterapista: Enzo Italiano

## Rosa
Di seguito è riportata la rosa della Virtus Francavilla.
| N. |                      | Ruolo | Calciatore            |
| -- | -------------------- | ----- | --------------------- |
|    | Italia (bandiera)    | P     | Mirko Albertazzi      |
|    | Italia (bandiera)    | P     | Valentino Di Lauro    |
|    | Italia (bandiera)    | P     | Salvatore Iurlo       |
|    | Italia (bandiera)    | P     | Daniel Spinelli       |
|    | Italia (bandiera)    | D     | Marco Bartoli         |
|    | Italia (bandiera)    | D     | Giovanni Calo         |
|    | Italia (bandiera)    | D     | Luca Camorani         |
|    | Italia (bandiera)    | D     | Christian Conti       |
|    | Italia (bandiera)    | D     | Giovanni De Toma      |
|    | Italia (bandiera)    | D     | Filippo Di Pentima    |
|    | Italia (bandiera)    | D     | Marco Fersini         |
|    | Italia (bandiera)    | D     | Francesco Gallù       |
|    | Italia (bandiera)    | D     | Giorgio Antonio Giura |
|    | Italia (bandiera)    | D     | Stefano Pino          |
|    | Italia (bandiera)    | D     | Stefano Riccio        |
|    | Italia (bandiera)    | D     | Francesco Rotunno     |
|    | Italia (bandiera)    | D     | Claudenzio Schirinzi  |
|    | Italia (bandiera)    | D     | Roberto Taurino       |
|    | Italia (bandiera)    | D     | Daniele Vetrugno      |
|    | Argentina (bandiera) | C     | Carlos Biasón         |

| N. |                      | Ruolo | Calciatore          |
| -- | -------------------- | ----- | ------------------- |
|    | Italia (bandiera)    | C     | Giampaolo Ciarcià   |
|    | Italia (bandiera)    | C     | Diego De Giorgi     |
|    | Romania (bandiera)   | C     | Marian Galdean      |
|    | Italia (bandiera)    | C     | Antonio Liberio     |
|    | Italia (bandiera)    | C     | Francesco Mignogna  |
|    | Italia (bandiera)    | C     | Pasquale Monopoli   |
|    | Italia (bandiera)    | C     | Alberto Rescio      |
|    | Italia (bandiera)    | C     | Andrea Risolo       |
|    | Italia (bandiera)    | C     | Alessandro Scialpi  |
|    | Italia (bandiera)    | C     | Edoardo Tundo       |
|    | Italia (bandiera)    | C     | Pasquale Turi       |
|    | Italia (bandiera)    | A     | Cristiano Ancora    |
|    | Italia (bandiera)    | A     | Giovanni De Stradis |
|    | Kosovo (bandiera)    | A     | Egzon Krasniqi      |
|    | Italia (bandiera)    | A     | Gerardo Masini      |
|    | Argentina (bandiera) | A     | Anibal Montaldi     |
|    | Italia (bandiera)    | A     | Antonio Picci       |
|    | Italia (bandiera)    | A     | Christian Quarta    |
|    | Italia (bandiera)    | A     | Cosimo Salatino     |
|    | Italia (bandiera)    | A     | Alberto Villa       |

## Calciomercato
Di seguito sono riportati i trasferimenti del calciomercato 2015-2016 della Virtus Francavilla.

### Sessione estiva(dal 01/07 al 31/08)
| Acquisti | Acquisti            | Acquisti       | Acquisti   |
| R.       | Nome                | da             | Modalità   |
| -------- | ------------------- | -------------- | ---------- |
| P        | Mirko Albertazzi    | Bologna        | prestito   |
| D        | Luca Camorani       | Bologna        | prestito   |
| D        | Christian Conti     |                | svincolato |
| D        | Marco Fersini       | Lecce          | prestito   |
| C        | Giampaolo Ciarcià   | Taranto        | definitivo |
| C        | Diego De Giorgi     | Vigor Lamezia  | definitivo |
| C        | Marian Galdean      | Pianura        | definitivo |
| C        | Andrea Risolo       | Lecce          | prestito   |
| A        | Cristiano Ancora    | Brindisi       | definitivo |
| A        | Giovanni De Stradis | Hellas Taranto | definitivo |
| A        | Egzon Krasniqi      | San Cesareo    | definitivo |
| A        | Gerardo Masini      | Rimini         | definitivo |

| Cessioni | Cessioni         | Cessioni | Cessioni      |
| R.       | Nome             | a        | Modalità      |
| -------- | ---------------- | -------- | ------------- |
| D        | Gaetano Corso    | Foggia   | fine prestito |
| C        | Andrea Bricca    |          | svincolato    |
| A        | Cristiano Ancora | Casarano | prestito      |

### Sessione invernale(dal 04/01 al 01/02)
| Acquisti | Acquisti              | Acquisti       | Acquisti      |
| R.       | Nome                  | da             | Modalità      |
| -------- | --------------------- | -------------- | ------------- |
| D        | Christian Conti       |                | svincolato    |
| D        | Filippo Di Pentima    | Civitanovese   | definitivo    |
| D        | Giorgio Antonio Giura | Martina        | definitivo    |
| D        | Stefano Pino          | Sambenedettese | definitivo    |
| D        | Stefano Riccio        | Potenza        | definitivo    |
| D        | Francesco Rotunno     | Bisceglie      | definitivo    |
| C        | Francesco Mignogna    | Pomigliano     | definitivo    |
| C        | Alessandro Scialpi    | Martina        | definitivo    |
| C        | Edoardo Tundo         | Lecce          | prestito      |
| C        | Pasquale Turi         |                | svincolato    |
| A        | Cristiano Ancora      | Casarano       | fine prestito |
| A        | Antonio Picci         | Matelica       | definitivo    |

| Cessioni | Cessioni             | Cessioni   | Cessioni      |
| R.       | Nome                 | a          | Modalità      |
| -------- | -------------------- | ---------- | ------------- |
| D        | Luca Camorani        | Bologna    | fine prestito |
| D        | Christian Conti      |            | svincolato    |
| D        | Claudenzio Schirinzi | Grottaglie | prestito      |
| C        | Giampaolo Ciarcià    | Taranto    | definitivo    |
| C        | Alberto Rescio       | Nardò      | definitivo    |
| A        | Cristiano Ancora     | Taranto    | definitivo    |
| A        | Giovanni De Stradis  | Casarano   | prestito      |
| A        | Christian Quarta     | Leverano   | definitivo    |
| A        | Alberto Villa        | Otranto    | definitivo    |

## Risultati

### Serie D

#### Girone di andata
| Arbitro: | Civico (Vasto) |

|                                          |           |                           |
| Montaldi 15’, 51’ Masini 50’ Bartoli 57’ | Marcatori | 83’ Esposito 87’ Crepaldi |

| Arbitro: | Maranesi (Ciampino) |

|  |           |              |
|  | Marcatori | 90+1’ Masini |

| Arbitro: | Vimercati (Cosenza) |

|              |           |  |
| Montaldi 62’ | Marcatori |  |

| Arbitro: | Pashuku (Albano Laziale) |

|                |           |                  |
| Esposito 90+2’ | Marcatori | 48’ (aut.) Lecce |

| Arbitro: | D'Ascanio (Ancona) |

|  |           |              |
|  | Marcatori | 45+1’ Oretti |

| Genazzano 4 ottobre 2015, ore 15:00 CEST 6ª giornata | Serpentara Bellegra Olevano | 0 – 0 referto | Virtus Francavilla | Stadio Le Rose\| Arbitro: \| Degli Esposti (Bologna) \| |
| Arbitro:                                             | Degli Esposti (Bologna)     |               |                    |                                                         |

| Arbitro: | Maggio (Lodi) |

|                                   |           |                           |
| Liberio 22’ Masini 25’ Biasón 84’ | Marcatori | 54’ Farriciello 79’ Ciano |

| Arbitro: | Perenzoni (Rovereto) |

|                    |           |                          |
| Galizia 20’ (rig.) | Marcatori | 35’ (rig.), 64’ Montaldi |

| Arbitro: | Mastrogiuseppe (Sulmona) |

|            |           |  |
| Masini 58’ | Marcatori |  |

| Arbitro: | Tolve (Salerno) |

|                            |           |  |
| Pompilio 6’ La Porta 90+1’ | Marcatori |  |

| Arbitro: | Gualtieri (Asti) |

|            |           |  |
| Bartoli 8’ | Marcatori |  |

| Arbitro: | De Girolamo (Avellino) |

|                              |           |                                                         |
| Milicevic 45+2’ Esposito 81’ | Marcatori | 37’, 56’ Krasniqi 68’ Montaldi 85’ Masini 90’ De Giorgi |

| Arbitro: | Guarnieri (Empoli) |

|                                           |           |             |
| Masini 12’, 85’ Biasón 15’ Montaldi 90+3’ | Marcatori | 9’ Patierno |

| Arbitro: | Perissinotto (San Donà di Piave) |

|  |           |            |
|  | Marcatori | 87’ Felici |

| Arbitro: | Pedretti (Lovere) |

|                                            |           |  |
| Bartoli 31’ (aut.) Alassani 67’ Khoris 75’ | Marcatori |  |

| Arbitro: | Miniutti (Maniago) |

|                              |           |                      |
| Risolo 1’ Galdean 86’ (rig.) | Marcatori | 5’ (aut.) Albertazzi |

| Arbitro: | Capezzi (San Giovanni Valdarno) |

|              |           |                          |
| Franzese 71’ | Marcatori | 48’ Mignogna 68’ Galdean |

#### Girone di ritorno
| Arbitro: | Meloni (Carbonia) |

|                     |           |                          |
| Esposito 48’ (rig.) | Marcatori | 75’ De Toma 85’ Montaldi |

| Arbitro: | Moro (Schio) |

|             |           |  |
| Picci 90+1’ | Marcatori |  |

| Nardò 17 gennaio 2016, ore 14:30 CET 20ª giornata | Nardò               | 0 – 0 referto | Virtus Francavilla | Stadio Giovanni Paolo II\| Arbitro: \| Gariglio (Pinerolo) \| |
| Arbitro:                                          | Gariglio (Pinerolo) |               |                    |                                                               |

| Arbitro: | Santoro (Messina) |

|                   |           |            |
| Montaldi 18’, 64’ | Marcatori | 39’ Genchi |

| Potenza 31 gennaio 2016, ore 14:30 CET 22ª giornata | Potenza                  | 0 – 0 referto | Virtus Francavilla | Stadio Alfredo Viviani\| Arbitro: \| Bertelli (Busto Arsizio) \| |
| Arbitro:                                            | Bertelli (Busto Arsizio) |               |                    |                                                                  |

| Francavilla Fontana 7 febbraio 2016, ore 14:30 CET 23ª giornata | Virtus Francavilla | 0 – 0 referto | Serpentara Bellegra Olevano | Stadio Giovanni Paolo II\| Arbitro: \| Vitulano (Livorno) \| |
| Arbitro:                                                        | Vitulano (Livorno) |               |                             |                                                              |

| Marcianise 14 febbraio 2016, ore 14:30 CET 24ª giornata | Marcianise          | 0 – 0 referto | Virtus Francavilla | Stadio Progreditur\| Arbitro: \| Turchet (Pordenone) \| |
| Arbitro:                                                | Turchet (Pordenone) |               |                    |                                                         |

| Arbitro: | Marini (Trieste) |

|                 |           |                         |
| Picci 6’, 45+1’ | Marcatori | 32’ Prisco 90+3’ Alfano |

| Arbitro: | Meraviglia (Pistoia) |

|  |           |           |
|  | Marcatori | 52’ Picci |

| Francavilla Fontana 6 marzo 2016, ore 15:30 CET 27ª giornata | Virtus Francavilla             | 0 – 0 referto | Manfredonia | Stadio Giovanni Paolo II\| Arbitro: \| Lorenzin (Castelfranco Veneto) \| |
| Arbitro:                                                     | Lorenzin (Castelfranco Veneto) |               |             |                                                                          |

| Arbitro: | Cudini (Fermo) |

|               |           |             |
| D'Agostino 5’ | Marcatori | 50’ Rotunno |

| Arbitro: | Di Cairano (Ariano Irpino) |

|                                   |           |             |
| Montaldi 21’ Picci 28’ Risolo 81’ | Marcatori | 75’ Gerardi |

| Arbitro: | Zufferli (Udine) |

|               |           |                                       |
| Partipilo 42’ | Marcatori | 25’, 90+6’ (rig.) Masini 44’ Montaldi |

| Ponte 17 aprile 2016, ore 15:00 CET 31ª giornata | Torrecuso          | 0 – 0 referto | Virtus Francavilla | Stadio Giuseppe Ocone\| Arbitro: \| D'Ascanio (Ancona) \| |
| Arbitro:                                         | D'Ascanio (Ancona) |               |                    |                                                           |

| Arbitro: | Gualtieri (Asti) |

|                       |           |  |
| Rotunno 80’ Picci 84’ | Marcatori |  |

| Torre del Greco 1 maggio 2016, ore 15:00 CEST 33ª giornata | Turris           | 0 – 0 referto | Virtus Francavilla | Stadio Amerigo Liguori\| Arbitro: \| Vigile (Cosenza) \| |
| Arbitro:                                                   | Vigile (Cosenza) |               |                    |                                                          |

| Arbitro: | Gariglio (Pinerolo) |

|              |           |            |
| Montaldi 35’ | Marcatori | 40’ Giglio |

#### Poule Scudetto
| Arbitro: | Capovilla (Verona) |

|               |           |                            |
| Masini 6’, 7’ | Marcatori | 2’, 62’ Gallon 56’ Orefice |

| Arbitro: | Raciti (Acireale) |

|                        |           |                                     |
| Dierna 59’ De Sena 83’ | Marcatori | 19’ Masini 54’ Galdean 65’ Montaldi |

### Coppa Italia Serie D

#### Turno Preliminare
| Arbitro: | Votta (Moliterno) |

|                                                 |           |  |
| Vicedomini 12’ (rig.), 15’ (rig.) Palmisano 76’ | Marcatori |  |

## Statistiche

### Statistiche di squadra
Di seguito sono riportate le statistiche di squadra della Virtus Francavilla.
| Competizione         | Punti | In casa | In casa | In casa | In casa | In casa | In casa | In trasferta | In trasferta | In trasferta | In trasferta | In trasferta | In trasferta | Totale | Totale | Totale | Totale | Totale | Totale | DR  |
| Competizione         | Punti | G       | V       | N       | P       | Gf      | Gs      | G            | V            | N            | P            | Gf           | Gs           | G      | V      | N      | P      | Gf     | Gs     | DR  |
| -------------------- | ----- | ------- | ------- | ------- | ------- | ------- | ------- | ------------ | ------------ | ------------ | ------------ | ------------ | ------------ | ------ | ------ | ------ | ------ | ------ | ------ | --- |
| Serie D              | 66    | 17      | 11      | 4       | 2       | 27      | 13      | 17           | 7            | 8            | 2            | 18           | 13           | 34     | 18     | 12     | 4      | 45     | 26     | +19 |
| Poule Scudetto       | 3     | 1       | 0       | 0       | 1       | 2       | 3       | 1            | 1            | 0            | 0            | 3            | 2            | 2      | 1      | 0      | 1      | 5      | 5      | 0   |
| Coppa Italia Serie D | -     | -       | -       | -       | -       | -       | -       | 1            | 0            | 0            | 1            | 0            | 3            | 1      | 0      | 0      | 1      | 0      | 3      | -3  |
| Totale               | -     | 18      | 11      | 4       | 3       | 29      | 16      | 19           | 8            | 8            | 3            | 21           | 18           | 37     | 19     | 12     | 6      | 50     | 34     | +16 |

### Andamento in campionato
| Giornata  | 1 | 2 | 3 | 4 | 5 | 6 | 7 | 8 | 9 | 10 | 11 | 12 | 13 | 14 | 15 | 16 | 17 | 18 | 19 | 20 | 21 | 22 | 23 | 24 | 25 | 26 | 27 | 28 | 29 | 30 | 31 | 32 | 33 | 34 |
| --------- | - | - | - | - | - | - | - | - | - | -- | -- | -- | -- | -- | -- | -- | -- | -- | -- | -- | -- | -- | -- | -- | -- | -- | -- | -- | -- | -- | -- | -- | -- | -- |
| Luogo     | C | T | C | T | C | T | C | T | C | T  | C  | T  | C  | C  | T  | C  | T  | T  | C  | T  | C  | T  | C  | T  | C  | T  | C  | T  | C  | T  | T  | C  | T  | C  |
| Risultato | V | V | V | N | P | N | V | V | V | P  | V  | V  | V  | P  | P  | V  | V  | V  | V  | N  | V  | N  | N  | N  | N  | V  | N  | N  | V  | V  | N  | V  | N  | N  |
| Posizione | 3 | 5 | 4 | 3 | 5 | 6 | 5 | 4 | 3 | 5  | 3  | 2  | 1  | 1  | 2  | 1  | 1  | 1  | 1  | 1  | 1  | 1  | 1  | 1  | 1  | 1  | 1  | 2  | 2  | 1  | 1  | 1  | 1  | 1  |

Fonte:  EVOLUZIONE CLASSIFICA SERIE D - GIRONE H 15/16, su transfermarkt.it. URL consultato il 23 agosto 2016 (archiviato il 22 agosto 2016).
Legenda:

Luogo: C = Casa; T = Trasferta. Risultato: V = Vittoria; N = Pareggio; P = Sconfitta.

### Statistiche dei giocatori
Sono in corsivo i calciatori che hanno lasciato la società a stagione in corso.
| Giocatore     | Serie D  | Serie D | Serie D     | Serie D    | Poule Scudetto | Poule Scudetto | Poule Scudetto | Poule Scudetto | Coppa Italia Serie D | Coppa Italia Serie D | Coppa Italia Serie D | Coppa Italia Serie D | Totale   | Totale | Totale      | Totale     |
| Giocatore     | Presenze | Reti    | Ammonizioni | Espulsioni | Presenze       | Reti           | Ammonizioni    | Espulsioni     | Presenze             | Reti                 | Ammonizioni          | Espulsioni           | Presenze | Reti   | Ammonizioni | Espulsioni |
| ------------- | -------- | ------- | ----------- | ---------- | -------------- | -------------- | -------------- | -------------- | -------------------- | -------------------- | -------------------- | -------------------- | -------- | ------ | ----------- | ---------- |
| M. Albertazzi | 34       | -26     | 1           | 0          | 1              | -2             | 0              | 0              | 0                    | -0                   | 0                    | 0                    | 35       | -28    | 1           | 0          |
| C. Ancora     | 1        | 0       | 0           | 0          | -              | -              | -              | -              | -                    | -                    | -                    | -                    | 1        | 0      | 0           | 0          |
| M. Bartoli    | 26       | 2       | 3           | 0          | 1              | 0              | 1              | 0              | -                    | -                    | -                    | -                    | 27       | 2      | 4           | 0          |
| C. Biasón     | 27       | 2       | 7           | 1          | 2              | 0              | 1              | 0              | 0                    | 0                    | 0                    | 0                    | 29       | 2      | 8           | 1          |
| G. Calo       | 0        | 0       | 0           | 0          | -              | -              | -              | -              | -                    | -                    | -                    | -                    | 0        | 0      | 0           | 0          |
| L. Camorani   | 1        | 0       | 0           | 0          | -              | -              | -              | -              | 1                    | 0                    | 0                    | 0                    | 2        | 0      | 0           | 0          |
| G. Ciarcià    | 11       | 0       | 6           | 2          | -              | -              | -              | -              | 1                    | 0                    | 1                    | 0                    | 12       | 0      | 7           | 2          |
| C. Conti      | 8        | 0       | 6           | 1          | -              | -              | -              | -              | -                    | -                    | -                    | -                    | 8        | 0      | 6           | 1          |
| D. De Giorgi  | 6        | 1       | 2           | 0          | 1              | 0              | 0              | 0              | 1                    | 0                    | 0                    | 0                    | 8        | 1      | 2           | 0          |
| G. De Stradis | 3        | 0       | 0           | 0          | -              | -              | -              | -              | 0                    | 0                    | 0                    | 0                    | 3        | 0      | 0           | 0          |
| G. De Toma    | 24       | 1       | 8           | 2          | 1              | 0              | 0              | 0              | 0                    | 0                    | 0                    | 0                    | 25       | 1      | 8           | 2          |
| V. Di Lauro   | 0        | -0      | 0           | 0          | -              | -              | -              | -              | -                    | -                    | -                    | -                    | 0        | -0     | 0           | 0          |
| F. Di Pentima | -        | -       | -           | -          | -              | -              | -              | -              | -                    | -                    | -                    | -                    | -        | -      | -           | -          |
| M. Fersini    | 1        | 0       | 0           | 0          | -              | -              | -              | -              | 1                    | 0                    | 0                    | 0                    | 2        | 0      | 0           | 0          |
| M. Galdean    | 29       | 2       | 3           | 0          | 2              | 1              | 1              | 0              | 1                    | 0                    | 0                    | 0                    | 32       | 3      | 4           | 0          |
| F. Gallù      | 25       | 0       | 3           | 0          | 1              | 0              | 0              | 0              | -                    | -                    | -                    | -                    | 26       | 0      | 3           | 0          |
| G. Giura      | 5        | 0       | 1           | 0          | 0              | 0              | 0              | 0              | -                    | -                    | -                    | -                    | 5        | 0      | 1           | 0          |
| S. Iurlo      | 0        | -0      | 0           | 0          | 1              | -3             | 0              | 0              | 1                    | -3                   | 0                    | 0                    | 2        | -6     | 0           | 0          |
| E. Krasniqi   | 13       | 2       | 2           | 0          | 1              | 0              | 1              | 0              | 1                    | 0                    | 0                    | 0                    | 15       | 2      | 3           | 0          |
| A. Liberio    | 28       | 1       | 10          | 1          | 1              | 0              | 1              | 0              | 1                    | 0                    | 0                    | 0                    | 30       | 1      | 11          | 1          |
| F. Mignogna   | 12       | 1       | 1           | 0          | 1              | 0              | 0              | 0              | -                    | -                    | -                    | -                    | 13       | 1      | 1           | 0          |
| G. Masini     | 34       | 9       | 2           | 0          | 2              | 3              | 0              | 0              | 1                    | 0                    | 1                    | 0                    | 37       | 12     | 3           | 0          |
| P. Monopoli   | 0        | 0       | 0           | 0          | 0              | 0              | 0              | 0              | -                    | -                    | -                    | -                    | 0        | 0      | 0           | 0          |
| A. Montaldi   | 31       | 13      | 9           | 0          | 1              | 1              | 1              | 0              | 1                    | 0                    | 0                    | 0                    | 33       | 14     | 10          | 0          |
| A. Rescio     | 6        | 0       | 1           | 0          | -              | -              | -              | -              | 1                    | 0                    | 0                    | 0                    | 7        | 0      | 1           | 0          |
| A. Picci      | 18       | 6       | 7           | 0          | 1              | 0              | 0              | 0              | -                    | -                    | -                    | -                    | 19       | 6      | 7           | 0          |
| S. Pino       | 9        | 0       | 1           | 0          | 2              | 0              | 1              | 0              | -                    | -                    | -                    | -                    | 11       | 0      | 2           | 0          |
| C. Quarta     | 2        | 0       | 0           | 0          | -              | -              | -              | -              | -                    | -                    | -                    | -                    | 2        | 0      | 0           | 0          |
| S. Riccio     | 10       | 0       | 2           | 1          | -              | -              | -              | -              | -                    | -                    | -                    | -                    | 10       | 0      | 2           | 1          |
| A. Risolo     | 24       | 2       | 3           | 2          | 2              | 0              | 0              | 0              | 0                    | 0                    | 0                    | 0                    | 26       | 2      | 3           | 2          |
| F. Rotunno    | 9        | 2       | 0           | 0          | 1              | 0              | 0              | 0              | -                    | -                    | -                    | -                    | 10       | 2      | 0           | 0          |
| C. Salatino   | -        | -       | -           | -          | -              | -              | -              | -              | -                    | -                    | -                    | -                    | -        | -      | -           | -          |
| C. Schirinzi  | 0        | 0       | 0           | 0          | -              | -              | -              | -              | 0                    | 0                    | 0                    | 0                    | 0        | 0      | 0           | 0          |
| A. Scialpi    | 2        | 0       | 1           | 0          | 1              | 0              | 0              | 0              | -                    | -                    | -                    | -                    | 3        | 0      | 1           | 0          |
| D. Spinelli   | 0        | -0      | 0           | 0          | -              | -              | -              | -              | -                    | -                    | -                    | -                    | 0        | -0     | 0           | 0          |
| R. Taurino    | 15       | 0       | 2           | 1          | 2              | 0              | 0              | 0              | 1                    | 0                    | 0                    | 0                    | 18       | 0      | 2           | 1          |
| E. Tundo      | 12       | 0       | 1           | 0          | 1              | 0              | 0              | 0              | -                    | -                    | -                    | -                    | 13       | 0      | 1           | 0          |
| P. Turi       | 8        | 0       | 2           | 1          | 2              | 0              | 0              | 0              | -                    | -                    | -                    | -                    | 10       | 0      | 2           | 1          |
| D. Vetrugno   | 28       | 0       | 4           | 0          | 0              | 0              | 0              | 0              | 1                    | 0                    | 1                    | 0                    | 29       | 0      | 5           | 0          |
| A. Villa      | 6        | 0       | 0           | 0          | -              | -              | -              | -              | 1                    | 0                    | 0                    | 0                    | 7        | 0      | 0           | 0          |